# Marcel Pietri
Marcel Pietri (ur. 21 marca 1958) – francuski judoka.
Startował w Pucharze Świata w 1989. Wicemistrz Europy w 1986, mistrz w drużynie w 1982 i 1986. Brązowy medalista akademickich MŚ w 1980. Drugi na igrzyskach Dobrej Woli w 1986. Wicemistrz Francji w 1982 i 1983 roku.